# Équipe du pays de Galles de hockey sur gazon
L'équipe du pays de Galles de hockey sur gazon est la sélection des meilleurs joueurs gallois de hockey sur gazon. 

## Palmarès
| Jeux olympiques - 1908 : 3e Coupe du monde - 2023 : |  | Championnat d'Europe - 1978 : 6e - 1983 : 12e - 1987 : 12e - 1990 : 10e - 1995 : 7e - 1999 : 6e - 2019 : 6e - 2021 : 7e |